# كي لارغو (فلم)
كي لارغو (بالإنجليزية: Key Largo) هو فيلم جريمة تم إنتاجه في الولايات المتحدة وصدر في سنة 1948.

## بطولة
- همفري بوغارت
- إدوارد روبنسون
- لورين باكال

## الميزانية والإيرادات
حقق أرباحا تقدر بـ 8,125,000 دولار.

### ترشيحات وجوائز
| السنة | الحدث          | الفئة                   | النتيجة  |
| ----- | -------------- | ----------------------- | -------- |
|       | جائزة الأوسكار | أفضل ممثلة في دور مساعد | فـــــوز |

## وصلات خارجية
- مقالات تستعمل روابط فنية بلا صلة مع ويكي بيانات